# Saint-Sauveur (Alte Alpi)
Saint-Sauveur è un comune francese di 457 abitanti situato nel dipartimento delle Alte Alpi nella regione della Provenza-Alpi-Costa Azzurra.

## Società

### Evoluzione demografica
Abitanti censiti